# Невада (тауншип, Миннесота)
Невада (англ. Nevada) — тауншип в округе Моуэр, Миннесота, США. На 2000 год его население составило 353 человека.

## География
По данным Бюро переписи населения США площадь тауншипа составляет 95,2 км², из которых 95,2 км² занимает суша, водоёмов нет.

## Демография
По данным переписи населения 2000 года здесь находились 353 человека, 124 домохозяйства и 101 семья.  Плотность населения —  3,7 чел./км².  На территории тауншипа расположено 139 построек со средней плотностью 1,5 построек на один квадратный километр. Расовый состав населения: 98,87 % белых, 0,28 % азиатов, 0,28 % — других рас США и 0,57 % приходится на две или более других рас. Испанцы или латиноамериканцы любой расы составляли 0,28 % от популяции тауншипа.
Из 124 домохозяйств в 35,5 % воспитывались дети до 18 лет, в 75,0 % проживали супружеские пары, в 4,0 % проживали незамужние женщины и в 18,5 % домохозяйств проживали несемейные люди. 15,3 % домохозяйств состояли из одного человека, при том 7,3 % из — одиноких пожилых людей старше 65 лет. Средний размер домохозяйства — 2,85, а семьи — 3,18 человека.
30,3 % населения — младше 18 лет, 6,2 % — в возрасте от 18 до 24 лет, 23,2 % — от 25 до 44, 28,0 % — от 45 до 64, и 12,2 % — старше 65 лет. Средний возраст — 40 лет. На каждые 100 женщин приходилось 115,2 мужчин.  На каждые 100 женщин старше 18 приходилось 105,0 мужчин.
Средний годовой доход домохозяйства составлял 41 071 доллар, а средний годовой доход семьи —  46 250 долларов. Средний доход мужчин —  31 667  долларов, в то время как у женщин — 23 750. Доход на душу населения составил 17 515 долларов. За чертой бедности находились 1,1 % семей и 3,1 % всего населения тауншипа, из которых 7,3 % старше 65 лет.